# Conquesta russa de Sibèria
La conquesta russa de Sibèria es va produir als segles XVI i XVII, quan el Khanat de Sibèria es va convertir en una estructura política deslligada dels vassallatges que estaven sent soscavats per les activitats dels exploradors russos. Encara que superats en nombre, els russos van pressionar les diverses tribus perquè canviessin les seves lleialtats i establissin fortificacions llunyanes, des d'on realitzarien incursions. En plena Era de l'exploració, els russos van arribar a l'oceà Pacífic el 1639, amb l'arribada d'Ivan Moskvitin al mar d'Okhotsk, i les expedicions posteriors van continuar a Chukotka i Kamxatka.

## Antecedents
El contacte de Rússia amb les poblacions indígenes de Sibèria va començar molt abans de la desafortunada expedició militar als Urals de Gurat Rogovich de la República de Novgorod al segle xi. Posteriorment, els Ushkuiniks (guerrers pirates de Novgorod que viatjaven al llarg dels rius amb vaixells de fons pla) sovint atacaven aquests territoris. El 1483, els guerrers moscovites van fer una campanya militar als Urals, però fins al 1550 el tsarat va estar més preocupat pels seus veïns europeus.
El 1552, el tsar Ivan el Terrible va capturar el Kanat de Kazan i, poc temps després, al Kanat d'Astracan va prendre el poder un partit promoscovita. Ivan IV va despatxar soldats al kanat i hi va entronitzar el 1554 Darwish Khan com a governant vassall. Els nobles i nogais simpatitzants dels moscovites van donar suport a les tropes russes acantonades a les seves terres.
Tan bon punt l'amenaça d'atac per part de Crimea va haver passat, Darwish Khan va conspirar amb la gent de Crimea per expulsar els russos dels seus dominis. Va ser llavors que Ivan IV va enviar el seu exèrcit de streltsí i cosacs a sotmetre i conquerir el kanat, cosa que es va acomplir el 1556, en sucumbir Àstrakan davant la invasió. Khadjitarkhan va ser assetjada i incendiada, i el kanat, derrotat i annexat a Rússia. No obstant això, Darwish Khan va aconseguir escapar al castell d'Azov, sota la protecció dels turcs.
El 7 de març de 1580 un exèrcit del Kanat de Crimea i grups nogais es va presentar a Àstrakan dirigit per dos fills del kan; van bloquejar la ciutat uns dies i després van marxar al nord cap a territori nogai. Sembla que fou el 1580 quan els cosacs de l'Ural o Jaik van establir el seu poder; després de la conquesta d'Astracan els cosacs del Don revoltats van saquejar les regions del Volga i van arribar a atacar a mercaders i a enviats del tsar; per això Ivan el Terrible va enviar un exèrcit sota Ivan Murashkin que els va dispersar; una secció ers va desplaçar al nord manats per Iermak Timoféievitx, on van acabar dominant el Kanat de Sibèria; Iermak era considerat un rebel però es va arranjar amb el tsar.
L'espectacular èxit en la presa de Kazan i Astracan, impulsada per consideracions defensives, va revelar el gran buit de poder a les fronteres orientals de Moscou després de la desintegració de la gran Horda, obrint les riques conques dels rius Kama i Volga a la colonització moscovita i accés directe als mercats de Sibèria, l'Àsia central i el Caucas. La conquesta de Kazan i Astrakhan va causar una profunda impressió als veïns no eslaus de l'est, alguns dels quals van expressar immediatament la seva disposició a convertir-se en vassalls, i convertir-se en hereu de l'imperi Mongol.

## Conquesta del Kanat de Sibèria

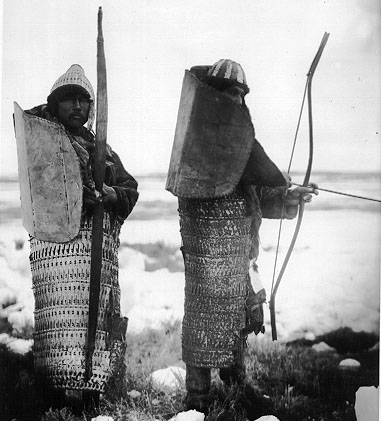
Armadura lamel·lar usada per pobles indígenes de Sibèria

La conquesta russa de Sibèria va començar el juliol de 1580 quan uns 540 cosacs de Iermak Timoféievitx i 300 mercenaris russos van envair el territori dels voguls, sotmesos a Kutchum, el Khan de Sibèria. Els acompanyaven alguns mercenaris i presoners de guerra lituans i alemanys. Durant 1581, aquesta força va recórrer el territori conegut com a Iugrà i va sotmetre ciutats dels mansis i dels khantis.
Després d'una sèrie d'atacs tàtars en represàlia contra l'avanç rus, les forces de Iermak es van preparar per a una campanya per prendre Qashliq, la capital siberiana. La força es va embarcar el maig de 1582. Després d'una batalla de tres dies a la vora del riu Irtix, Iermak va derrotar una força combinada de Kutchum Khan i sis prínceps aliats. El 29 de juny, les forces cosaques van ser atacades pels tàtars, però de nou les van repel·lir.
El setembre del 1582, el Khan va reunir les seves forces per defensar Qashliq. Una horda de tàtars, mansis i khantis de Sibèria es va aplegar al mont Chyuvash per defensar-se de la invasió dels cosacs. L'1 d'octubre, es va suspendre un intent cosac d'assaltar el fort tàtar al mont Chyuvash. El 23 d'octubre, els cosacs van intentar assaltar el fort tàtar al mont Chyuvash per quarta vegada, però els tàtars van contraatacar. Més de cent cosacs van morir, però van obligar els tàtars a retirar-se i els van capturar dos canons. Les forces del Khan es van retirar i Iermak va entrar a Qashliq el 26 d'octubre.
Kutxum Khan es va retirar a les estepes i durant els anys següents va reagrupar les seves forces. El 6 d'agost de 1584 Iermak va atacar en plena nit i va derrotar la major part del seu exèrcit. Les restes de les forces de Iermak sota el comandament de Mescheryak es van retirar de Qashliq, destruint la ciutat quan marxaven. El 1586 els russos van tornar, i després de sotmetre els khantis i els mansis mitjançant l'ús de la seva artilleria, van establir una fortalesa a Tiumén, prop de les ruïnes de Qashliq. Les tribus tàtares sotmeses a Kutxum Khan van patir diversos atacs dels russos entre 1584-1595; tot i així, Kutxum Khan no seria capturat. Finalment, l'agost de 1598 Kutxum Khan va ser derrotat en la batalla d'Urmin prop del riu Obi. Durant el combat, la família reial siberiana va ser capturada pels russos. No obstant això, Kutxum Khan va escapar una vegada més. Els russos van portar els membres de la família de Kutxum Khan a Moscou, on van romandre com a ostatges. Els descendents de la família dels kan es van conèixer com els prínceps Sibirsky i se sap que la família va sobreviure fins almenys a finals del segle xix.
Tot i la seva fugida personal, la captura de la seva família va acabar amb les activitats polítiques i militars de Kutxum Khan i es va retirar als territoris de l'Horda de Nogai, al sud de Sibèria. Havia sol·licitat al tsar que li concedís com a domini una petita regió a la vora del riu Irtix, però aquest ho va rebutjar i li va proposar que anés a Moscou. El vell Khan no volia patir aquest menyspreu i va preferir quedar-se a les seves pròpies terres. Kutxum Khan va anar a Bukharà, on va morir a l'exili cap al 1605.

## Conquesta i exploració

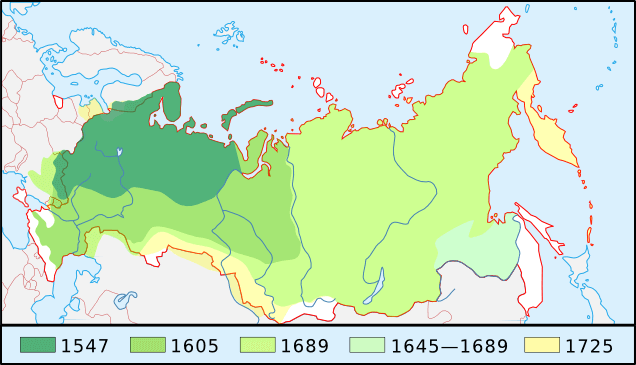
Creixement de Rússia

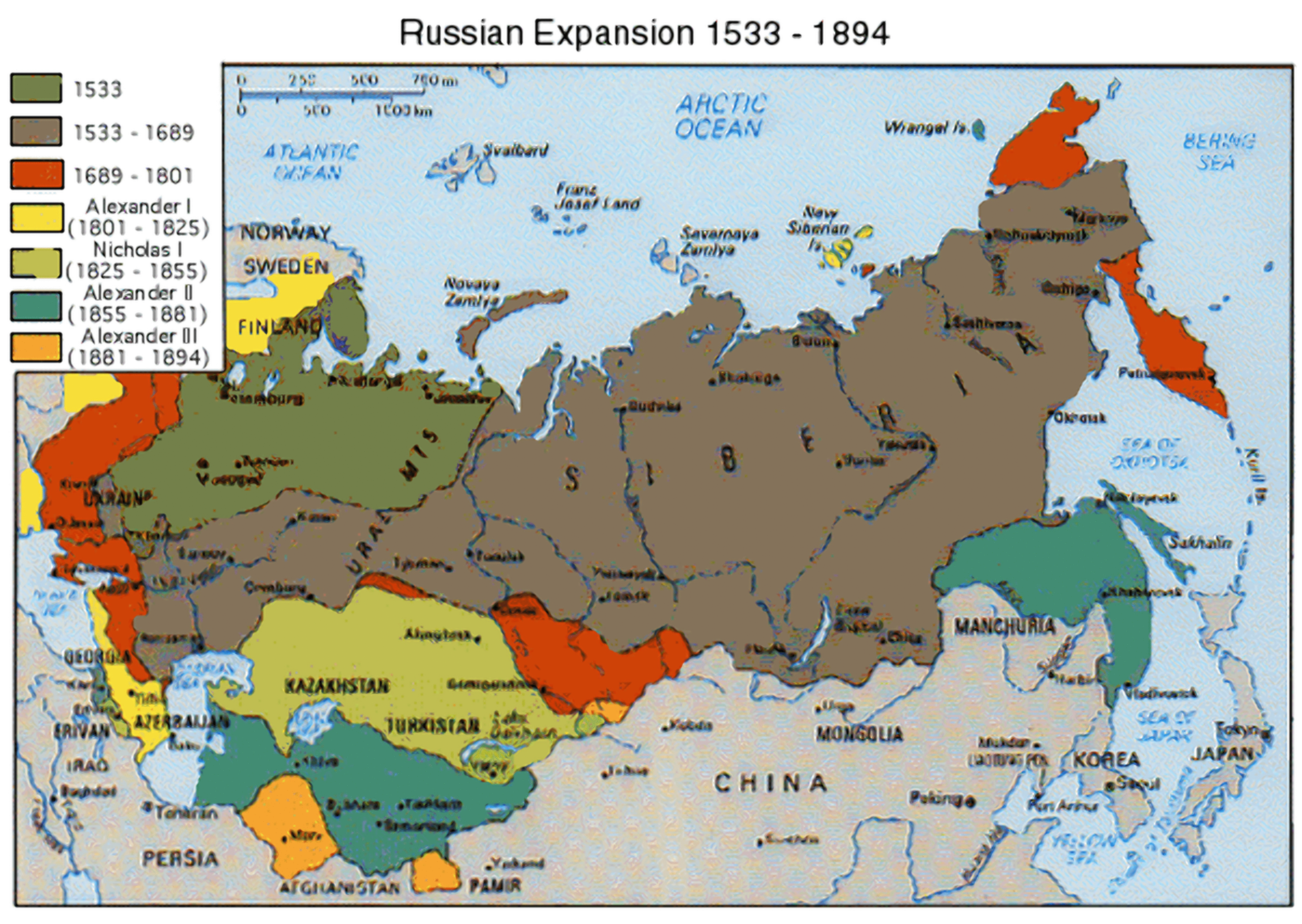
Mapa de Rússia del 1533 al 1896

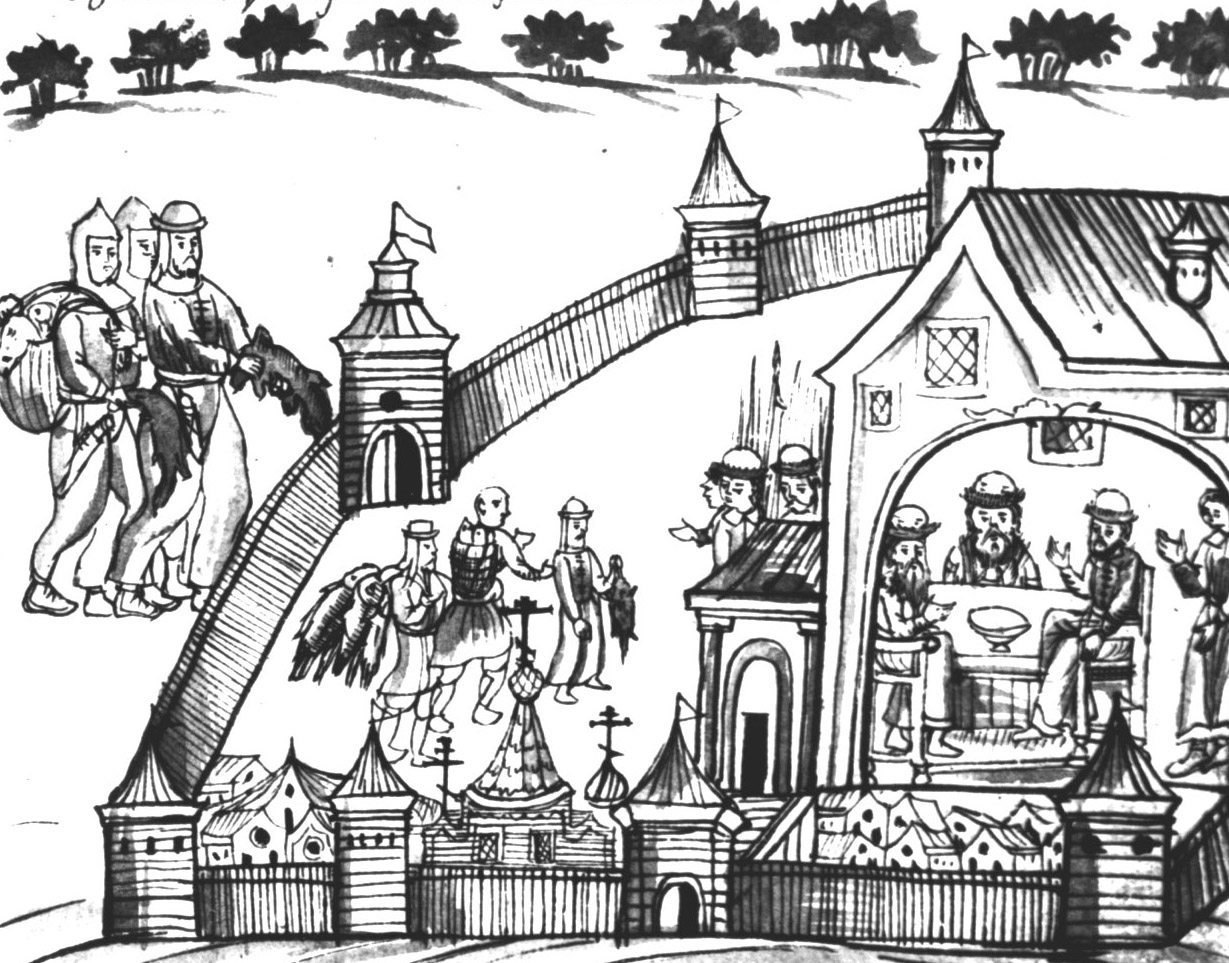
Voivodes moscovites a la nova fortalesa de Tiumén, de la Crònica Remezov

Per tal de sotmetre els indígenes i recollir el yasak (tribut de la pell), es van construir una sèrie d'avançades hivernals (zimóvie) i fortaleses (ostrogs) a les confluències dels principals rius i ports. Els primers van ser Tiumén, construït el 1586 per Vasilii Sukin i Ivan Miasnoi, i Tobolsk, construït el 1587 per Danilo Chulkov. Tobolsk es convertiria en el centre neuràlgic de la conquesta. Al nord es van construir Berozovo (1593) i Mangazeia (1600-01) per sotmetre els iuracs a tribut, mentre que a l'est es van establir Surgut (1594) i Tara (1594) per protegir Tobolsk i sotmetre el governant dels khantis. D'aquests, Mangazeia va ser el mes destacat, convertint-se en una base per a exploracions posteriors cap a l'est.
Avançant per l'Obi i els seus afluents, es van construir els ostrogs de Ketsk (1602) i Tomsk (1604). Militars de Ketsk van arribar al Ienissei el 1605, baixant fins al riu Sim; dos anys després comerciants de Mangazeia van baixar pel riu Turukhan fins a la seva confluència amb el Ienissei, on van establir el zimóvie Turukhansk. El 1610, homes de Turukhansk havien arribat a la desembocadura del Ienissei i l'havien ascendit fins al Sim, on es van trobar amb recaptadors d'impostos rivals de Ketsk. Per garantir la subjugació dels indígenes, es van establir els ostrogs d'Ienisseisk (1619) i Krasnoiarsk (1628).
Després de la mort del Khan i la dissolució de qualsevol resistència siberiana organitzada, els russos van avançar primer cap al llac Baikal i després cap al mar d'Okhotsk i el riu Amur. La gran velocitat en la conquesta es degué a l'existència de grans rius navegables que els permetia cobrir grans distàncies en poc temps, l'absència de resistència nativa organitzada, la desunió entre la població autòctona i la seva primitiva tecnologia comparada amb la superioritat tecnològica i les excel·lents fortificacions dels conqueridors, que els indígenes no podien destruir; la utilització hàbil de guies nadius familiaritzats amb la geografia, rutes, problemes, pobles i les llengües locals, i la seva valentia, brutalitat, crueltat, astúcia, despietat i determinació per sobreviure i tenir èxit. Els conqueridors també van ser esperonats per rumors sobre l'existència de fabulosos Eldorados i les pells que van obtenir mitjançant la matança indiscriminada d'animals i a través del tribut que imposaven a tots els homes natius.
Els russos van arribar a l'oceà Pacífic el 1639, amb l'arribada d'Ivan Moskvitin al mar d'Okhotsk. Les expedicions posteriors van continuar a Chukotka i Kamxatka. Cap al 1648, el semen Dezhnev havia arribat a l'estret que separava Àsia i Amèrica que més tard van rebre el nom de Bering. Després de la conquesta del Kanat de Sibèria en 1598 tot el nord d’Àsia –una àrea molt més gran que l’antic Kanat– es va conèixer com a Sibèria i el 1640 les fronteres orientals de Rússia s'havien expandit diversos milions de quilòmetres quadrats. En cert sentit, el Kanat va viure amb el títol subsidiari de "Tsar de Sibèria", que va passar a formar part de l'estil imperial complet dels autòcrates russos.
El 1649 esdevingué el segon explorador rus en explorar l'Amur després que ho fes Vassili Poyarkov entre 1643 i 1646. Khabàrov intentà arribar a l'Amur a través del riu Vitim i a principis de 1650 arribà a la zona de l'Amur anomenada Daúria però el maig tornà a Iakutsk on arreplegà més cosacs i a la tardor de 1650 va fer quarters d'hivern al poble d'Albazino al nord de l'Amur. El juny de 1651 baixà pel riu Amur i arribà al desembocament del riu Sungari. Cap el 29 de setembre arribà a l'actual Khabarovsk i decidí hivernar-hi. enfrontant-se a les tibus locals dels achans i duchers. A finals de novembre, la gent de Khabarov va emprendre una campanya de tres dies contra el cap local Zhakshur (Жакшур) recollint una gran quantitat de botí i anunciant que els locals estaven ara súbdits del tsar rus. Una campanya semblant es va fer més tard a l'hivern contra el cap ducher Nechiga (Нечига), més lluny d'Achansk. El 24 (o 26 de març) de 1652, Fort Achansk va ser atacat per la cavalleria manxú, liderada pel comandant de Ninguta Haise, reforçada pels ducher, però els cosacs es van mantenir en una batalla d'un dia i fins i tot van aconseguir apoderar-se del subministrament dels atacants. Un cop el gel de l'Amur es va trencar a la primavera de 1652, la gent de Khabarov va destruir el seu fort i va marxar.
Els russos van refusar les objeccions manxú-xineses a la seva intromissió fins a la destrucció d'Albazino, que els va obligar a negociar la frontera i altres qüestions relacionades en el tractat de Nértxinsk de 1689 pel què tota la conca de l'Amur quedava dins l'esfera d'influència manxú-xinesa, mentre que el territori al seu nord es convertia en l'esfera russa.
Al segle xviii, l'expansió russa cap a Sibèria progressava constantment però el coneixement geogràfic de la regió era limitat, i Pere I el Gran va concebre una gran expedició per explorar i cartografiar l'extrem nord-oest de Sibèria i establir la sobirania russa sobre l'extrem nord-oest d'Àsia, que es va dur a terme durant els regnats de les emperadrius Anna i Elisabet I de Rússia. La Gran Expedició del Nord es va dur a terme entre 1733 i 1743 dirigida per Vitus Bering, un explorador danès al servei de l'armada russa que ja havia dut a terme l'expedició de Kamchatka entre 1725 i 1731, i va arribar al que ara és Alaska el 1741, convertint-se en els primers europeus a trepitjar la costa nord-oest d'Amèrica del Nord.
La conquesta de Sibèria també va donar lloc a la propagació de malalties. L'historiador John F. Richards va escriure: "... és dubtós que la població siberiana moderna dels primers anys superés les 300.000 persones ... Les noves malalties van debilitar i desmoralitzar els pobles indígenes de Sibèria. El pitjor d'ells va ser la verola a causa de la seva ràpida difusió, les altes taxes de mortalitat i la desfiguració permanent dels supervivents. " A la dècada de 1650, es va traslladar a l'est del Jenisey, on va emportar fins al 80 per cent de les poblacions de tungus i iacuts. A la dècada de 1690, es van produir epidèmies de verola. Es va reduir el nombre d'iukaguirs en un 44% aproximadament. La malaltia es va moure ràpidament de grup en grup a Sibèria.
Adonant-se que els txuktxis, que el 1747 van derrotar el regiment de Dmitry Pavlutsky, no podien ser sotmesos fàcilment per mitjans militars, els russos van canviar de tàctica i van oferir als txuktxis la ciutadania a l'Imperi Rus. El 1778 es va concloure un tractat de pau en el qual els txuktxis estaven exempts de pagar yasak.